# Archibracon
Archibracon är ett släkte av steklar. Archibracon ingår i familjen bracksteklar.

## Dottertaxa tillArchibracon, i alfabetisk ordning[1]
- Archibracon aterrimus
- Archibracon atricauda
- Archibracon capensis
- Archibracon curticornis
- Archibracon deliberator
- Archibracon dimaensis
- Archibracon dubius
- Archibracon elizabethae
- Archibracon fasciatus
- Archibracon fenestralis
- Archibracon flaviceps
- Archibracon flavimanus
- Archibracon flavofasciatus
- Archibracon fulvipes
- Archibracon grangeri
- Archibracon gutta
- Archibracon luteoflagellaris
- Archibracon nigricephalus
- Archibracon possessor
- Archibracon pulchricornis
- Archibracon ruficeps
- Archibracon schubotzi
- Archibracon servillei
- Archibracon sigwalti
- Archibracon silvestrii
- Archibracon spilopterus
- Archibracon szepligetii
- Archibracon voeltzkowi
- Archibracon xanthocephalus
- Archibracon zonatipennis